# 라파엘 오니에디카
라파엘 오니에디카 은와디케(영어: Raphael Onyedika Nwadike, 2001년 4월 19일 ~ )는 나이지리아의 축구 선수로, 현재 벨기에 클럽 클뤼프 브뤼허와 나이지리아 국가대표팀에서 미드필더로 활약하고 있다.

## 구단 경력

### 미트윌란
오니에디카는 15세에 FC 에베데이의 아카데미에 들어가기 전까지 길거리 축구를 했었다. 에베데이에서 3년을 보낸 후, 그의 18세 생일 직후에, 오니에디카는 FC 에베데이의 부속 클럽인 덴마크의 FC 미트윌란의 아카데미에 들어갔다.
미트윌란에서의 첫 풀시즌에, 그는 체격과 스피드 그리고 현금 플레이 스타일로 U-19 리그와 UEFA 유스리그에서 인상적인 활약을 펼쳤다. 2020년 7월 1일, 그는 2025년 6월까지 그의 첫 5년 프로 계약을 맺었다. 더 많은 경험을 쌓기 위해, 오니에디카는 2020년 8월 19일, 미트윌란의 1부 리그 소속 클럽인 덴마크 1부 리그의 프레데리시아로 임대되었다. 오니에디카는 그의 임대 기간 동안 28경기에 출전하여 3골을 득점하며 좋은 활약을 펼쳤다. 시즌은 매우 잘 진행되어 나이지리아는 덴마크 1부 리그 TV3 스포르트가 선정한 올해의 팀에 선정되었다.
오네에디카는 2021년 여름에 미트윌란로 복귀하여 1군 선수단으로 승격되었다. 그는 2021년 7월 16일 오덴세 BK와의 2021-22 덴마크 수페르리가 첫 경기에서 미트윌란 공식 데뷔 전을 치렀고, 그는 이 경기에서 주전으로 활약했다.

### 클뤼프 브뤼허
2022년 8월 28일, 오예디카는 벨기에의 클뤼프 브뤼허와 5년 계약을 체결했다.

## 국가대표팀 경력
2022년 9월, 라파엘 오니에디카는 조제 페세이루 감독에 의해 나이지리아 국가대표팀에 처음 소집되었다. 그는 2022년 9월 27일, 알제리와의 친선 경기에서 그의 첫 선발을 기린다. 그는 패한 경기에서 프랭크 오니에카를 대신하여 경기에 출전했다(최종 점수 2-1).
2023년 12월 29일, 그는 2023년 아프리카 네이션스컵에 참가할 나이지리아 선수 25명 명단에 이름을 올렸다.